# Kurragömma (musikalbum)
Kurragömma är ett studioalbum från 1978 av det svenska dansbandet Thorleifs. På albumlistorna placerade det sig som högst på 19:e plats i Sverige och 14:e plats i Norge.

## Låtlista
1. "Kurragömma"
2. "True Love Ways"
3. "Om du går nu" ("It's a Heartache")
4. "Paper Roses"
5. "Nu kommer tårarna igen"
6. "C'est la vie"
7. "Goodbye"
8. "Plaisir d'Amour"
9. "Säg att du kan tro på mig"
10. "Rocka mig en rock"
11. "Ännu är jag din"
12. "Livet går vidare"
13. "Jag vill ha en egen måne"
14. "Vilken toppengrej" ("Runaround Sue")
15. "Du är den ende" ("Romance de amor")

## Listplaceringar
| Lista (1978) | Topplacering |
| ------------ | ------------ |
| Norge        | 14           |
| Sverige      | 19           |